# Johan Frans Pollet
Johan Frans Pollet, född 11 mars 1729 i Skänninge, Östergötlands län, död 26 februari 1801 i Stockholm, var en svensk militär.

## Biografi
Pollet var son till kyrkoherden i Skänninge Frans Pollet och Elisabet Margareta Gedda. Han anställdes 1745 som fänrik vid regementet Royal suédois i Frankrike och tjänade från 1757 vid regementet Royal Deux-ponts, där han befordrades till överstelöjtnant 1765. Han fick 1769 överstes rang. År 1777 erhöll han på begäran avsked ur fransk tjänst, varvid en årlig pension av 2 400 livres tillförsäkrades honom. Med franska hären deltog Polett i 1748 års fälttåg i Nederländerna samt 1757–1762 i Sjuårskriget på den tyska krigsskådeplatsen, varunder han bevistade en mängd fältslag (bland andra slaget vid Rossbach), skärmytslingar och belägringar. Pollet adlades 1771. Efter att 1776 ha utnämnts till överste i svensk tjänst sattes han 1777 till kommendant i Stralsund. I ett brev 14 maj 1789 kallade Gustav III Pollett "närmare vår person", och under kungens ögon deltog han i Gustav III:s ryska krig samt var med vid slaget vid Valkeala, skärgårdsslaget vid Fredrikshamn, Viborgska gatloppet och slaget vid Svensksund. År 1789 befordrades han till generalmajor och 1790 till generallöjtnant. Under detta krig erhöll han Gustav III:s tubkikare, som han försåg med en inskrift på franska. Bland hans barn märks militären Carl Fredrik Pollet och skriftställarinnan Marianne Ehrenström.

## Utmärkelser[4]
- Riddare av Svärdsorden - 23 november 1761
- Franska militärförtjänstorden - 1762
- Adlad - 24 juli 1771
- Kommendör av Svärdsorden - 29 april 1790
- Svensksundsmedaljen i 12:e storleken i guld - 13 februari 1791[5]
- Kommendör med stora korset av Svärdsorden - 1 november 1797